# Nature morte à l'esquisse d'après Delacroix
Nature morte à l'esquisse d'après Delacroix est une peinture à l'huile réalisée par l'artiste français Paul Gauguin. On pense que cette œuvre non datée a été peinte lors du séjour de l'artiste en Martinique en 1887. Elle a été léguée au musée de Strasbourg par Raymond Koechlin (de la famille Koechlin) en 1931 et est aujourd'hui exposée au musée d'Art moderne et contemporain et conservée sous le numéro d'inventaire 55.974.0.662.
Le tableau représente une nature morte aux fruits exotiques et une grande bouteille en verre sur une table en bois avec, sur le mur figurant en fond,  une gravure d'après un croquis d'Eugène Delacroix, représentant   Adam et Ève chassés du Paradis « opposant ainsi le paradis traditionnel, celui de la civilisation occidentale, à celui édenique et innocent de la vie primitive, représenté par la nature luxuriante et généreuse issue d'une île lointaine ».